# Achelia litke
Achelia litke är en havsspindelart som först beskrevs av Losina-Losinsky, L.K. 1933.  Achelia litke ingår i släktet Achelia och familjen Ammotheidae. Inga underarter finns listade i Catalogue of Life.